# Blade and Soul
 (septembre 2015).
Si vous disposez d'ouvrages ou d'articles de référence ou si vous connaissez des sites web de qualité traitant du thème abordé ici, merci de compléter l'article en donnant les références utiles à sa vérifiabilité et en les liant à la section « Notes et références ».
Blade and Soul (블레이드 앤 소울) est un jeu de rôle en ligne massivement multijoueur (MMORPG) sur le thème des arts martiaux orientaux. Le 31 juillet 2008, NCsoft a publié les premières images de ce jeu en cours de développement depuis huit ans pour l’Amérique. Le jeu est sorti en 2012 en Corée du Sud, puis en 2016 en Amérique du Nord et en Europe. L'équipe responsable du projet est la team BloodLust, menée par Jae-Hyun Bae, directeur de production (Lineage II) et Hyung-Tae Kim, directeur artistique (Magna Carta (en)).
Une adaptation en anime par le studio Gonzo est diffusée entre avril et juin 2014.

## Races
Il existe 4 races dans Blade & Soul. Le choix d'une race entraine d'emblée une limitation sur le choix de la classe (les Gon ne peuvent pas être Blade Master par exemple).
Jin : C'est la race se rapprochant le plus d'un être humain.
Gon : Les Gon sont plus violents et audacieux que les autres, et sont, de ce fait, craints par le commun des mortels. Leur carrure est impressionnante.
Kun (Yun en version européenne) : Race exclusivement féminine. Elles sont d'une beauté sans pareil, souvent confondues pour des déesses ou des fées.
Lyn : Leurs caractéristiques physiques sont différentes des autres classes. Petits, en général gentils et disciplinés, mais également farceurs, ils ont des grandes oreilles et une queue (de renard et de chat-léopard uniquement dévoilées pour le moment). Ils peuvent communiquer avec le royaume des morts.

## Description
Blade and Soul tourne sur le moteur Unreal Engine 3 et utilise la technique de streaming pour minimiser le nombre d'écrans de chargement et la charge des serveurs.
La première vidéo montre des combats joueur contre joueur très proches des jeux de combats de type Soul Calibur, avec des sauts et des enchaînements de coups.